# Електрогідравлічна обробка нафтових свердловин
Технологія електрогідравлічної обробки свердловин (ЕГУ) застосовується для підвищення нафтовилучення. При електричному розряді між двома електродами в рідкому середовищі відбувається формування каналу наскрізної провідності з наступним його розширенням до низькотемпературної плазмової каверни, що утворює ударну хвилю і хвилі стиснення. Час дії ударної хвилі не перевищує 0,3 х10-6 сек. Поширюючись в присвердловинній зоні, вона руйнує кольматаційні утворення. Основними параметрами електрогідравлічної обробки, що визначають її ефективність, є тиск ударної хвилі і число генеруючих імпульсів уздовж інтервалу перфорації.
Пристрій для електрогідравлічної обробки свердловини складається з наземної частини і свердловинного снаряда, з'єднаних між собою геофізичним кабелем. В наземну частину пристрою входить перетворювач і каротажний підйомник. Свердловинний снаряд складається з зарядного блоку, ємностей накопичувачів, розрядника та електродної системи.
Свердловинний снаряд встановлюють в інтервалі обробки і починають генерацію імпульсів високої напруги з послідовним переміщенням пристрою вздовж інтервалу перфорації. В результаті імпульсного впливу на присвердловинну зону відбувається збільшення проникності продуктивних порід і, як наслідок, збільшення в 2-4 рази дебіту свердловини. Час обробки однієї свердловини — від 6 до12 годин, успішність — 85-90%, додатково одержувана нафта порядка 500 т.